# Antrocephalus eracon
Antrocephalus eracon är en stekelart som först beskrevs av Walker 1838.  Antrocephalus eracon ingår i släktet Antrocephalus och familjen bredlårsteklar. Inga underarter finns listade i Catalogue of Life.